# Долгоруков, Пётр Дмитриевич
Князь Пётр Дми́триевич Долгору́ков (9 [21] мая 1866—10 ноября 1951) — русский политический деятель, один из основателей Конституционно-демократической партии (Партии народной свободы), член I Государственной думы от Курской губернии.

## Биография
Выходец из старинного княжеского рода Долгоруковых, крупный землевладелец. Родился в семье князя Дмитрия Николаевича Долгорукова (1827—1910) и княгини Натальи Владимировны, урождённой Давыдовой (с 20.03.1856 графиня Орлова-Давыдова (1833—1885), дочери графа Владимира Петровича Орлова-Давыдова). Брат-близнец Павла Дмитриевича Долгорукова.
Родился в Царском Селе, крещен с братом 14 мая 1866 года в церкви Царскосельского дворца при восприемстве дяди А. В. Орлова-Давыдова и тетки графини М. В. Орловой-Давыдовой. Окончил Первую Московскую гимназию, историко-филологический факультет Московского университета (1889).

### Общественная и политическая деятельность

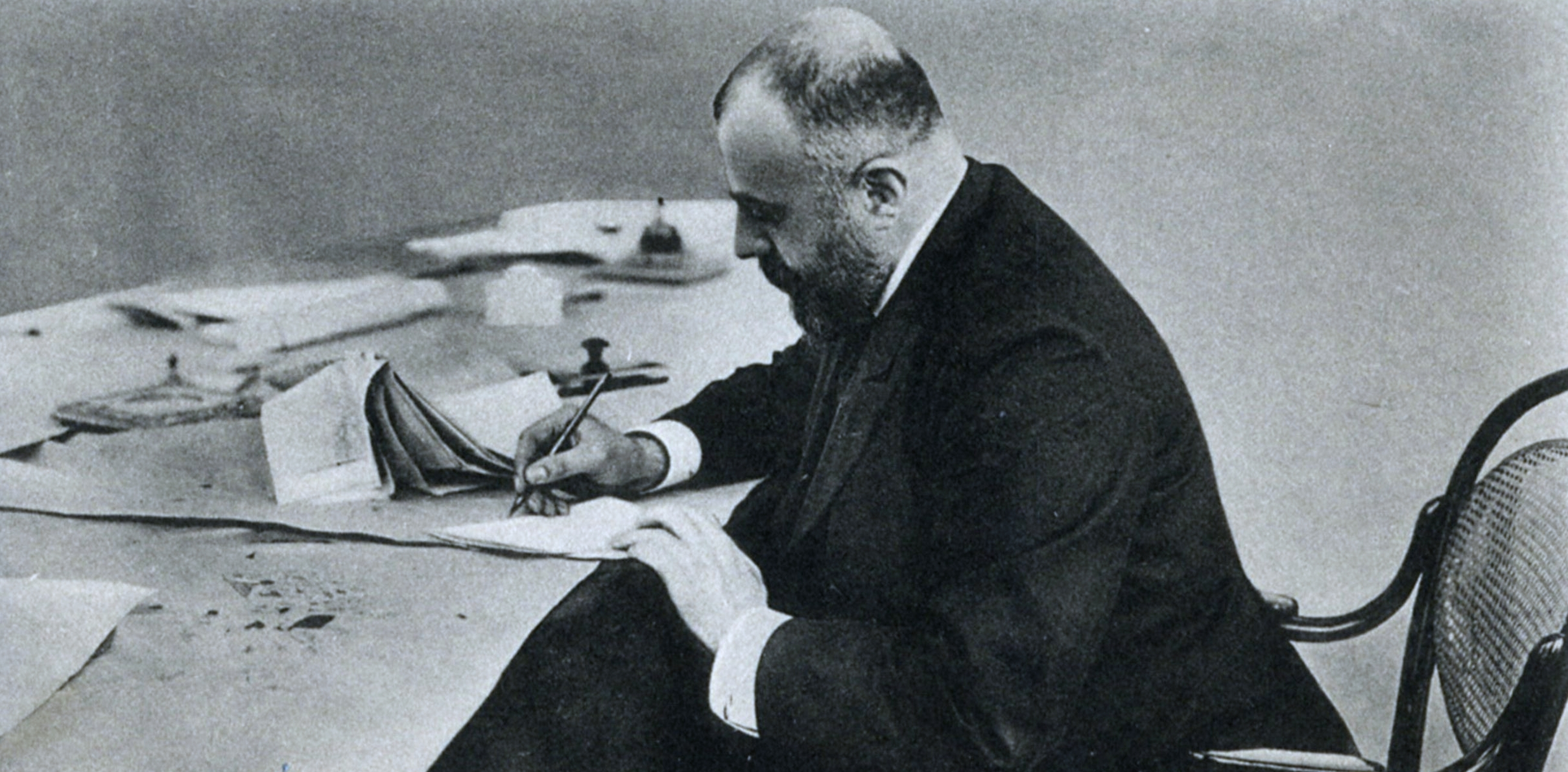
П. Д. Долгоруков, 1906

Жил в своём имении в селе Гуево Суджанского уезда Курской губернии, занимался преобразованиями и улучшением жизни уезда и села: организовал интенсивное сельскохозяйственное производство, разводил породистый молочный и рабочий скот. В 1891 году участвовал в борьбе с голодом в Самарской губернии. В 1892—1902 годах был председателем Суджанской уездной земской управы, уделял много внимания агрономической помощи крестьянам, организации народного образования. С 1899 года вместе с братом Павлом участвовал в деятельности «Беседы» — кружка земцев-либералов. В 1902 году стал одним из основателей журнала «Освобождение», издававшегося в Штутгарте, был его казначеем. Был в числе лидеров либерального «Союза освобождения», членом московского бюро «Союза земцев-конституционалистов».
В 1902 году выступил за расширение полномочий созванных по инициативе правительства сельскохозяйственных комитетов, за коренное изменение аграрной политики. После этого был отстранён от должности главы земской управы и на пять лет лишён права участвовать в выборах. В 1904 году в качестве делегата от «Союза освобождения» принял участие в Парижской конференции оппозиционных и революционных партий России. Активно участвовал в земских съездах в 1904 и 1905 годах. В октябре 1905 года являлся одним из организаторов Конституционно-демократической партии (Партии народной свободы), был членом Центрального комитета партии, возглавлял ряд его комиссий: аграрную, финансовую, по местному самоуправлению; руководил также Курским губернским комитетом партии.

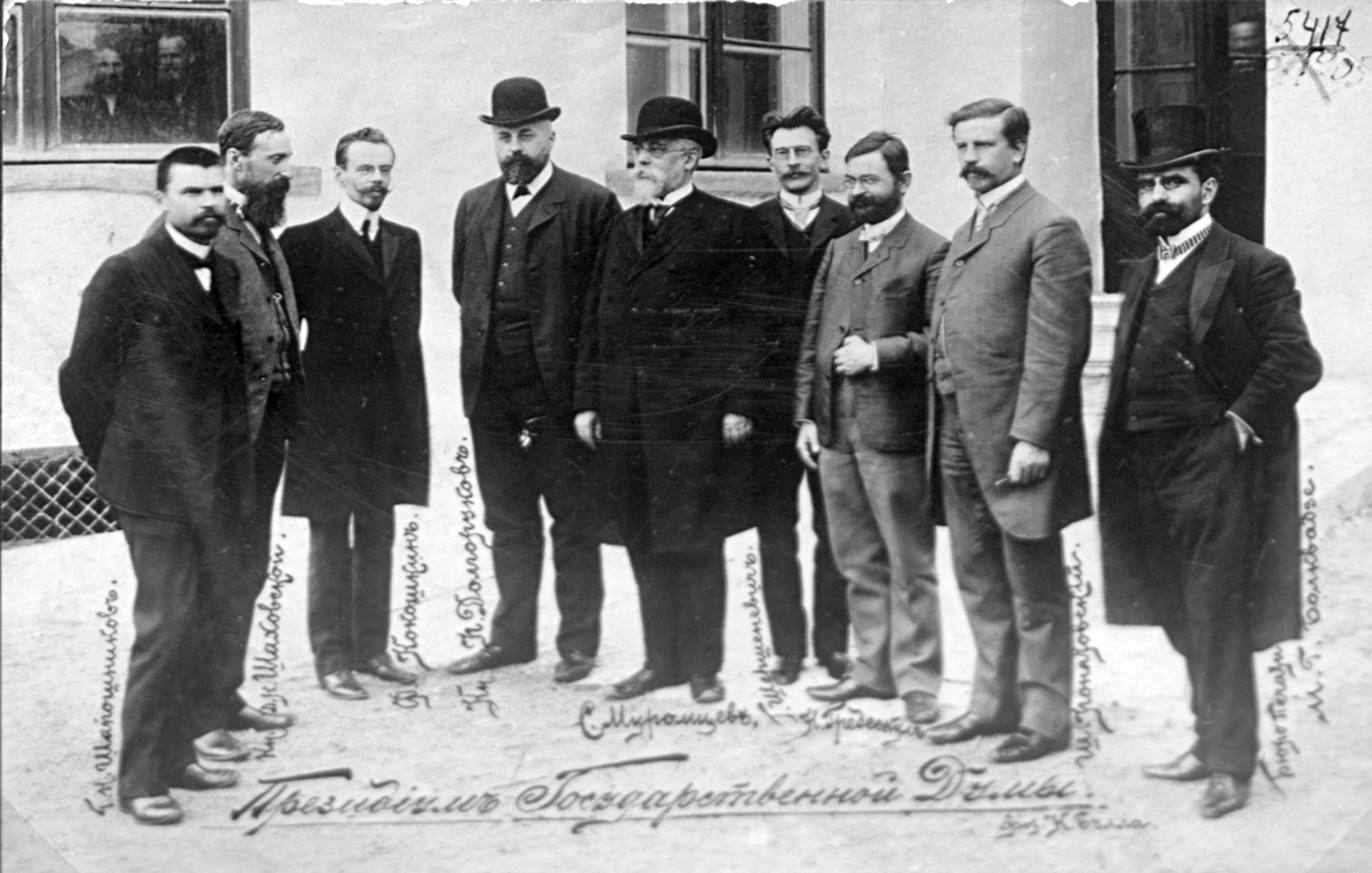
Президиум I Государственной Думы. Слева направо: Г. Н. Шапошников (от Трудовой группы), Д. И. Шаховской, Ф. Ф. Кокошкин, Пётр Д. Долгоруков, С. А. Муровцев, Г. А. Шершеневич, Н. А. Гредескул, Щ. Понятовский (от автономистов) и председатель Бюро печати М. Г. Болквадзе.

В 1906 году был избран членом I Государственной думы от Курской губернии. Являлся товарищем председателя Думы, выступал с умеренно-либеральных позиций. Подписал Выборгское воззвание с призывом не платить налоги и игнорировать призыв в армию вплоть до созыва новой Государственной думы. В 1907 году был за это приговорён к трём месяцам тюремного заключения, потеряв право участвовать в политической деятельности. Курское дворянское собрание исключило его из своего состава. В 1909 году по ходатайству курского дворянства восстановлен в правах и вновь избран председателем Суджанской уездной земской управы.
Жил в своём имении в Курской губернии, отошёл от политической деятельности, ушёл в частную жизнь. В значительной степени это было связано с женитьбой и рождением детей — Михаила и Натальи. В 1914 году был призван в армию, участвовал в Первой мировой войне, был произведён в корнеты. В 1917 году вместе с семьёй уехал на Северный Кавказ, где вначале находился на лечении, а затем был чернорабочим в саду. С 1919 года жил в Крыму, где был заведующим складом беженских столовых, работал в Союзе городов.

### Эмиграция
В ноябре 1920 года эмигрировал в Константинополь, был членом президиума бюро кадетской организации в этом городе, входил в состав главного комитета Всероссийского союза городов, являлся главноуполномоченным комиссии по расселению беженцев на Балканах, организовывал русские земледельческие колонии. В 1921 был членом Русского национального комитета.
В 1922 году переехал в Прагу, где стал товарищем председателя, а с 1927 года — председателем Объединения русских организаций в Чехословакии. Также был главой местного Русского национального комитета. После немецкой оккупации Чехословакии был отстранён от этой должности по распоряжению гестапо. Зарабатывал на жизнь, давая уроки русского языка и литературы.

### Арест, тюремное заключение и смерть
9 июня 1945 года был арестован СМЕРШем 1-го Украинского фронта, обвинён в участии в антисоветских организациях и в сотрудничестве с нацистами (последнее обвинение основывалось на его встрече с главным руководителем русской эмиграции в Берлине генералом В. В. Бискупским в 1939 году, после которой Долгоруков был уволен с занимаемой должности). Виновным себя не признал, заявив, что

…не разделял и не разделяю принципов большевизма и не согласен с политикой советской власти, но намерений вести борьбу против СССР не высказывал и не ставил своей целью борьбу и свержение советской власти. Я являюсь сторонником правового демократического строя, осуществляемого при помощи народного представительства.
10 июля 1946 года «за принадлежность к контрреволюционной организации» (обвинения в коллаборационизме были сняты) приговорён к пяти годам лишения свободы (срок начинался с 9 июня 1945) и заключён во Владимирскую тюрьму, где, как инвалид 1-й группы, находился в тюремной больнице. По воспоминаниям находившегося в той же тюрьме В. В. Шульгина, ему было приятно в П. Д. Долгорукове
«…такое его свойство, как абсолютное отсутствие какого-либо угодничества и подхалимства. Он обращался со всеми этими людьми, начиная от начальника тюрьмы и кончая уборщицей, совершенно одинаково. И притом как с равными».
В 1950 году срок заключения П. Д. Долгорукова завершился, но он был оставлен в тюрьме, где и скончался в 1951 году.

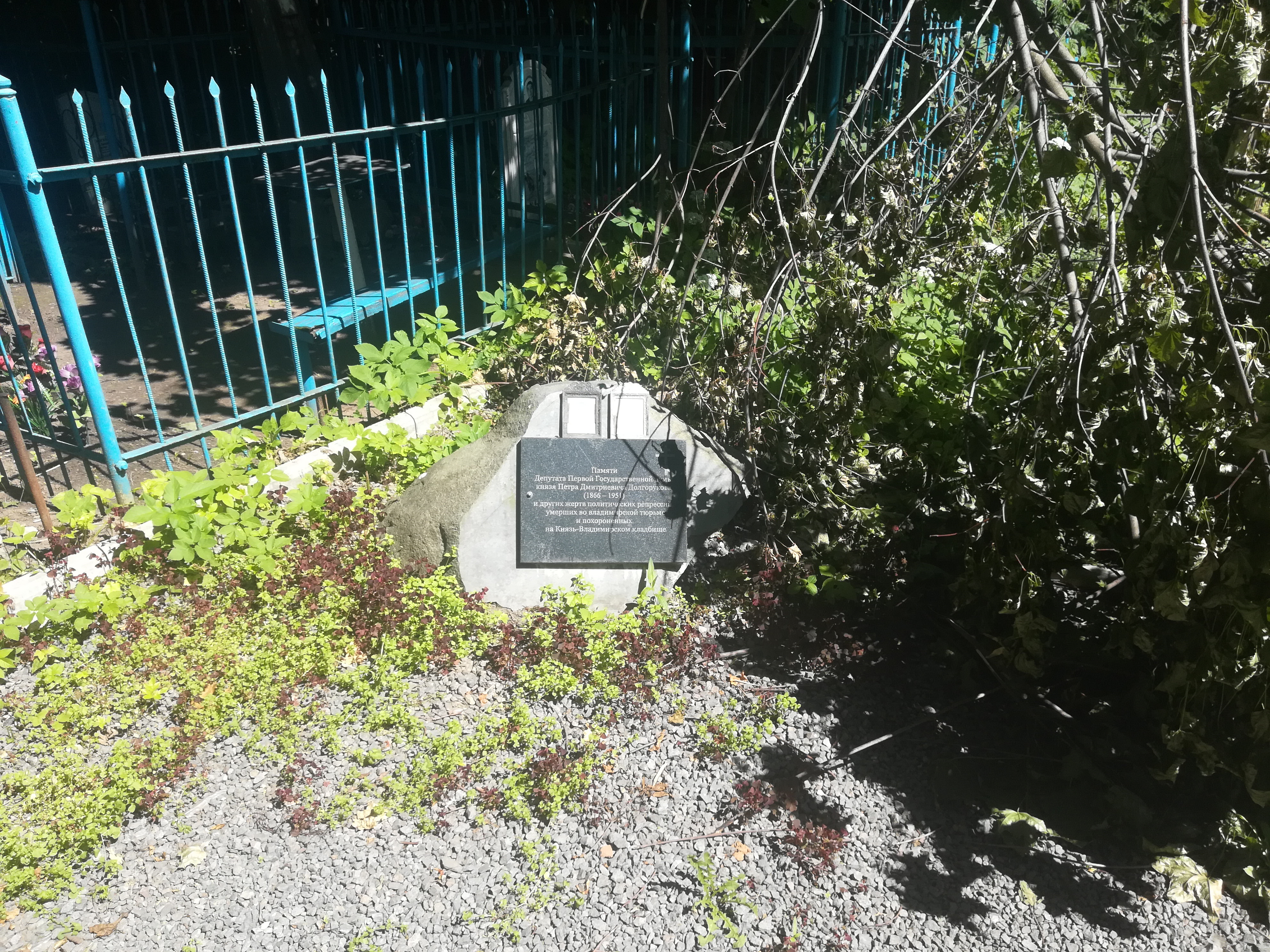
Мемориальная плита на Князь-Владимирской кладбище

28 апреля 2012 года на Князь-Владимирском кладбище города Владимира состоялась закладка мемориального камня, на котором были указаны имена П. Д. Долгорукова и других жертв политических репрессий, похороненных на кладбище.

## Семья
- Жена (брак 3.09.1906[источник не указан 1370 дней]) — Антонина Михайловна Долгорукова, урождённая Беспалова[3] (1883—1957), в эмиграции вместе с мужем в Чехословакии, позже — во Франции и США, где и скончалась[4][5].
  - Сын — Михаил Петрович Долгоруков (1907—1993)[6], по свидетельству его сестры Н. П. Долгоруковой (Зайковой), последний по мужской линии потомок этой ветви рода Долгоруковых[7];
  - Дочь — Наталия Петровна Долгорукова (Зайкова) (1911—4 апреля 2009[8]), последние годы жила в Монреале.
- Брат-близнец — Павел (1866—1927).

## Владения
- Усадьба Вяземских-Долгоруковых

## Труды
- О школьных попечительствах. Курск, 1901.